# Sculpture sur fruits

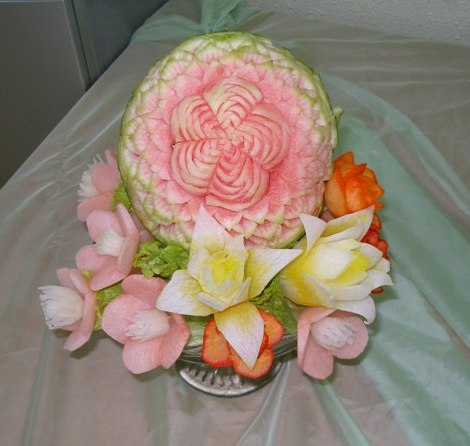

La sculpture sur fruits et légumes est un art traditionnel thaïlandais qui s’appelle le kae-sa-luk.
Les fruits sculptés sont par exemple le melon, l'ananas, la pastèque, la fraise, l'orange...
Cet art millénaire est encore pratiqué pour les grands événements en Asie et commence à s’implanter en Amérique. Bien que traditionnellement les artistes du kae-sa-luk représentent surtout des fleurs et des volutes, quelques artistes se sont approprié cet art pour en faire des œuvres plus contemporaines comme des animaux, des créatures...
La plupart des sculptures ne tiennent pas plus d'un jour ou deux. Pour éviter qu'ils se décolorent à l'air, certains fruits sont légèrement trempés dans un mélange d'eau et de jus de citron.

## Histoire
L'origine de la sculpture sur fruits est discutée. Pour beaucoup, elle remonterait au royaume de Sukhothaï (1238-1438). D'autres pensent qu'elle est plus ancienne et date des dynasties chinoises Tang (618-906) et Song (960-1279), ou du Japon, où cet art est nommé mukimono (剥き物, littéralement « chose épluchée »).
Selon Japanese Garnishes, The Ancient Art of Mukimono, de Yukiko et Bob Haydok, l'apparition du mukimono remonte à l'époque où la poterie alimentaire n'était pas décorée, mais recouverte d'une feuille pour la séparer de la nourriture. Des cuisiniers inventifs auraient découverts qu'ils pouvaient améliorer cette présentation en coupant ou en pliant cette feuille. Le mukimono devint populaire et officiellement reconnu au XVIe siècle, durant l'époque d'Edo. Il fait aujourd'hui partie de la formation de tout cuisinier japonais[réf. nécessaire].

### Thaïlande

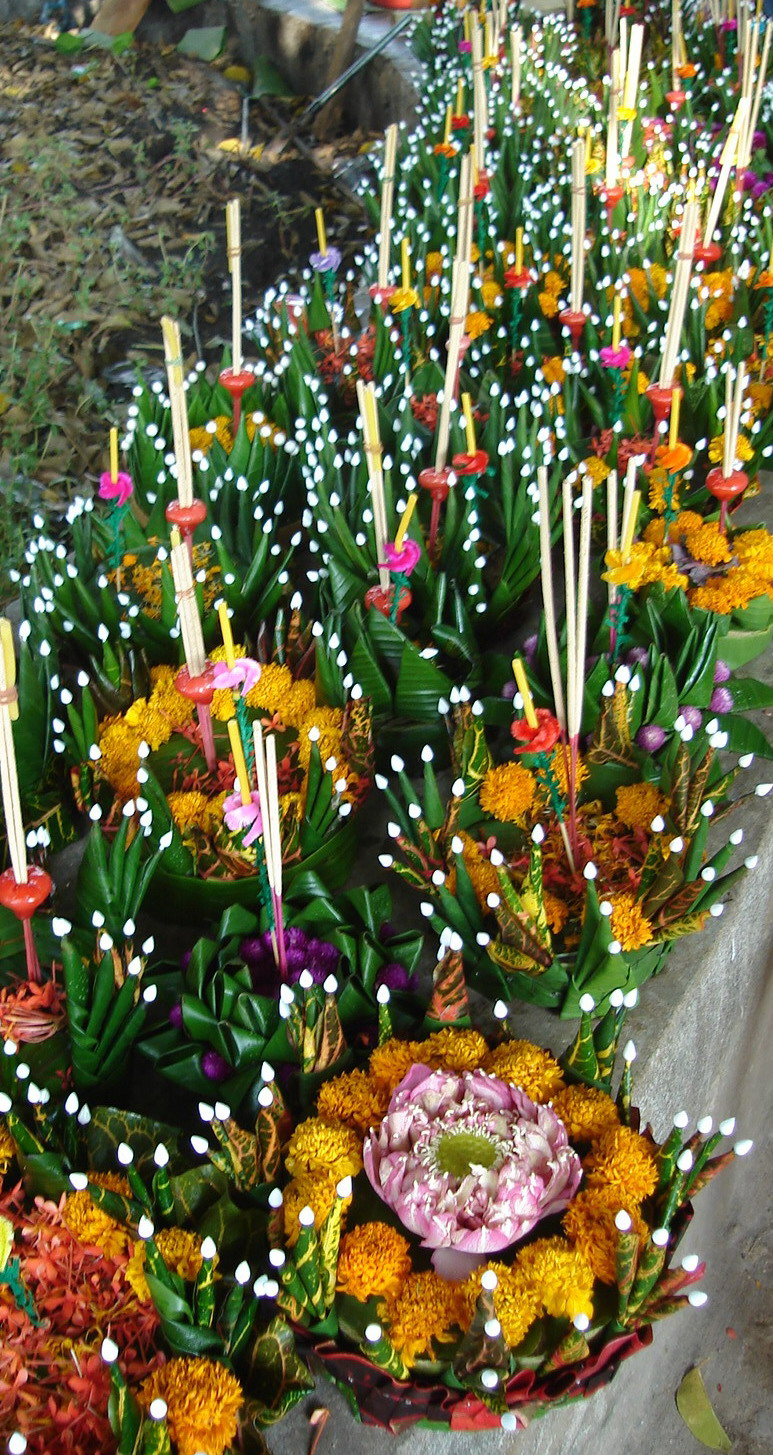
Radeaux de Loy Kratong (2007).

La théorie la plus populaire fait remonter l'origine de la sculpture sur fruits au XIVe siècle et l'associe à la fête thaïlandaise de Loy Kratong. Durant celle-ci, on lâche de petits radeaux (kratong) décorés de feuilles de bananiers, de fleurs et de menus objets.
En 1364, une des servantes du roi de Sukhothaï Phra Ruang (ou Lithaï), Nang Noppamart, voulut créer une décoration unique pour son kratong : elle sculpta une fleur dans un légume ainsi qu'un oiseau posé à côté de la fleur. Le roi Phra Ruang fut impressionné par la grâce de sa création et ordonna que toutes ses femmes apprennent ce nouvel art.
L'enthousiasme varia au cours des siècles. En 1808, le roi Rama II écrivit de la poésie à son sujet. Mais après le coup d'État du 24 juin 1932, il cessa d'être apprécié. Il est aujourd'hui enseigné dans les écoles.